# Espeletia hartwegiana
Espeletia hartwegiana là một loài thực vật có hoa trong họ Cúc. Loài này được Sch.Bip. mô tả khoa học đầu tiên.